# St. Margareta (Kahl am Main)

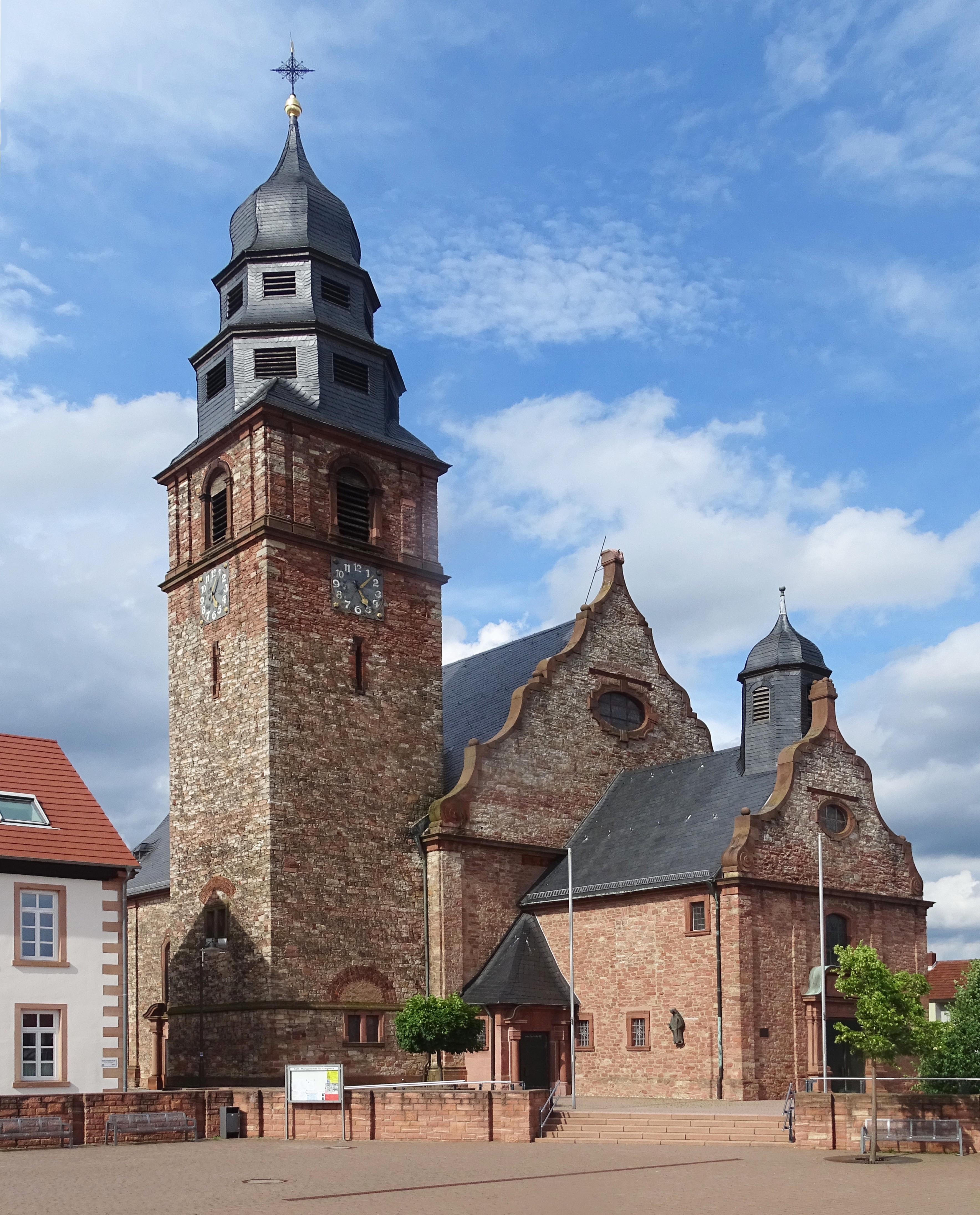
St. Margareta (Kahl am Main)

Die römisch-katholische, denkmalgeschützte Pfarrkirche St. Margareta steht in Kahl am Main, einer Gemeinde im Landkreis Aschaffenburg (Unterfranken, Bayern). Das Bauwerk ist unter der Denkmalnummer D-6-71-134-11 als Baudenkmal in der Bayerischen Denkmalliste eingetragen. Die Pfarrei gehört zum Dekanat Alzenau des Bistums Würzburg.

## Beschreibung

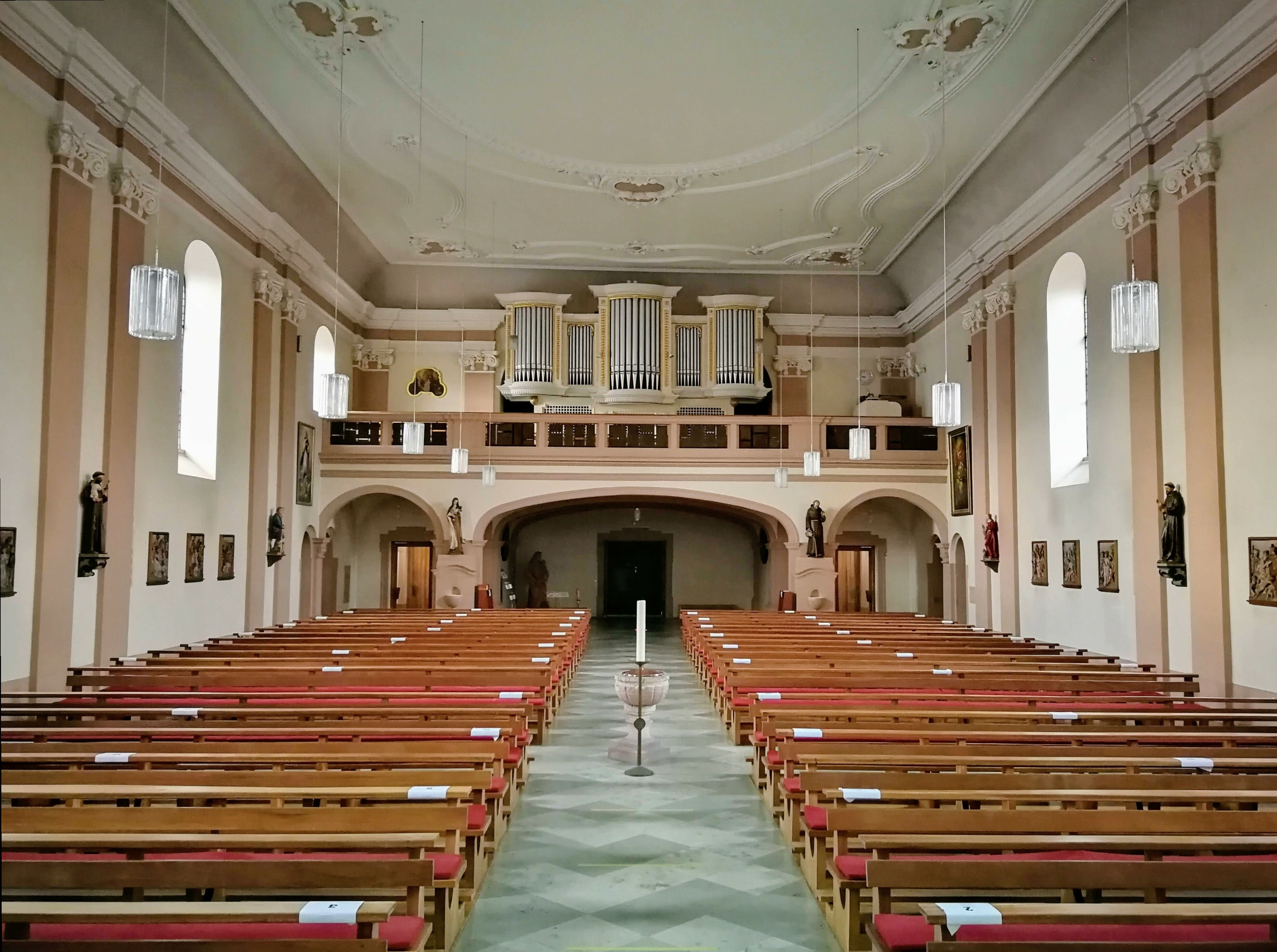
Langhaus mit Blick auf die Orgel

Die neobarocke Saalkirche wurde 1910 nach einem Entwurf von Karl Marschall erbaut. Sie besteht aus einem Langhaus, einem seitlich nach Westen angefügten Kirchturm auf quadratischem Grundriss, einem eingezogenen, dreiseitig geschlossenen Chor im Norden und einem als Vestibül dienenden Anbau im Süden, der vom Vorgängerbau von 1766 stammt.

## Orgel
Die Orgel mit 34 Registern auf drei Manualen und Pedal wurde 1940 von Michael Weise gebaut. Eine Überholung erfolgte 1989 durch Gustav Weiß & Söhne. Die Disposition lautet:
| I Rückpositiv |       |
| Quintade      | 16′   |
| Principal     | 8′    |
| Gedackt       | 8′    |
| Dulciana      | 8′    |
| Octave        | 4′    |
| Rohrflöte     | 4′    |
| Quinte        | 2 ⁄3′ |
| Octave        | 2′    |
| Mixtur III–V  | 1 ⁄3′ |
| Trompete      | 8′    |

| II Hauptwerk |        |
| Koppelflöte  | 8′     |
| Salicional   | 8′     |
| Principal    | 4′     |
| Spitzflöte   | 4′     |
| Blockflöte   | 2′     |
| Terz         | 1 3⁄5′ |
| Nasat        | 1 ⁄3′  |
| Zymbel III   |        |
| Oboe         | 8′     |
| Tremulant    |        |

| III Schwellwerk |    |
| Rohrgedackt     | 8′ |
| Quintade        | 8′ |
| Nachthorn       | 4′ |
| Principal       | 2′ |
| Schwiegel       | 1′ |
| Terzian III     |    |
| Krummhorn       | 8′ |

| Pedal        |     |
| Principalbaß | 16′ |
| Subbaß       | 16′ |
| Octavbaß     | 8′  |
| Gedacktbaß   | 8′  |
| Choralbaß    | 4′  |
| Baßflöte     | 4′  |
| Tibia        | 2′  |
| Posaune      | 16′ |

- Bemerkungen: Kegelladen, elektropneumatische Traktur, Spieltisch, pneumatische Notspielanlage für das Hauptwerk.

Aus dem Satteldach des Anbaus erhebt sich hinter dem Schweifgiebel ein achteckiger Dachreiter, der mit einer Glockenhaube bedeckt ist. Im Glockenstuhl des Kirchturms hängen fünf Kirchenglocken, von denen vier 1949 von Petit & Gebr. Edelbrock gegossen wurden und eine 1990 vom Nachfolgeunternehmen.